# Hugh S. Johnson

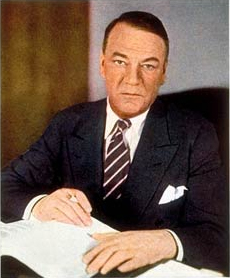
Hugh S. Johnson im Jahr 1934

Hugh Samuel Johnson (* 5. August 1882 in Fort Scott, Kansas; † 15. April 1942 in Washington, D.C.) war ein US-amerikanischer General und Regierungsmitarbeiter. Er war ein wesentlicher Akteur des New Deal, mit dem die USA unter Präsident Franklin D. Roosevelt die Große Depression bekämpften.
Nach seinem Abschluss an der United States Military Academy in West Point im Jahr 1903 trat er als Unterleutnant in die US-amerikanische Armee ein. 1916 diente er unter General John Pershing in Mexiko. 1918 wurde er zum Generalmajor ernannt. 1919 verließ er die Armee und wurde Unternehmer. 1933 wurde er nach Washington berufen, um an der Erarbeitung des National Industrial Recovery Act mitzuarbeiten. 1933–1934 arbeitete er als Leiter der National Recovery Administration. 1933 wurde er vom US-Nachrichtenmagazin TIME zum Mann des Jahres gewählt.